# Championnat du monde de Twenty20 féminin
Le Championnat du monde de Twenty20 féminin, en anglais ICC Women's World Twenty20, est une compétition internationale de cricket organisée par l'International Cricket Council (ICC), et dont les matchs sont disputés au format Twenty20. La première édition a lieu en 2009 et est remportée à domicile par l'Angleterre. Les trois éditions suivantes, en 2010, 2012 et 2014, sont gagnées par l'Australie.

## Palmarès
| Année | Lieu               | Vainqueur          | Finaliste        |
| ----- | ------------------ | ------------------ | ---------------- |
| 2009  | Angleterre         | Angleterre         | Nouvelle-Zélande |
| 2010  | Indes occidentales | Australie (1)      | Nouvelle-Zélande |
| 2012  | Sri Lanka          | Australie (2)      | Angleterre       |
| 2014  | Bangladesh         | Australie (3)      | Angleterre       |
| 2016  | Inde               | Indes occidentales | Australie        |
| 2018  | Indes occidentales | Australie (4)      | Angleterre       |
| 2020  | Australie          | Australie (5)      | Inde             |